# Ташлы (Башкортостан)
Ташлы (баш. Ташлы) — село в Альшеевском районе Республики Башкортостан России. Административный центр Ташлинского сельсовета.

## География
Расстояние до:

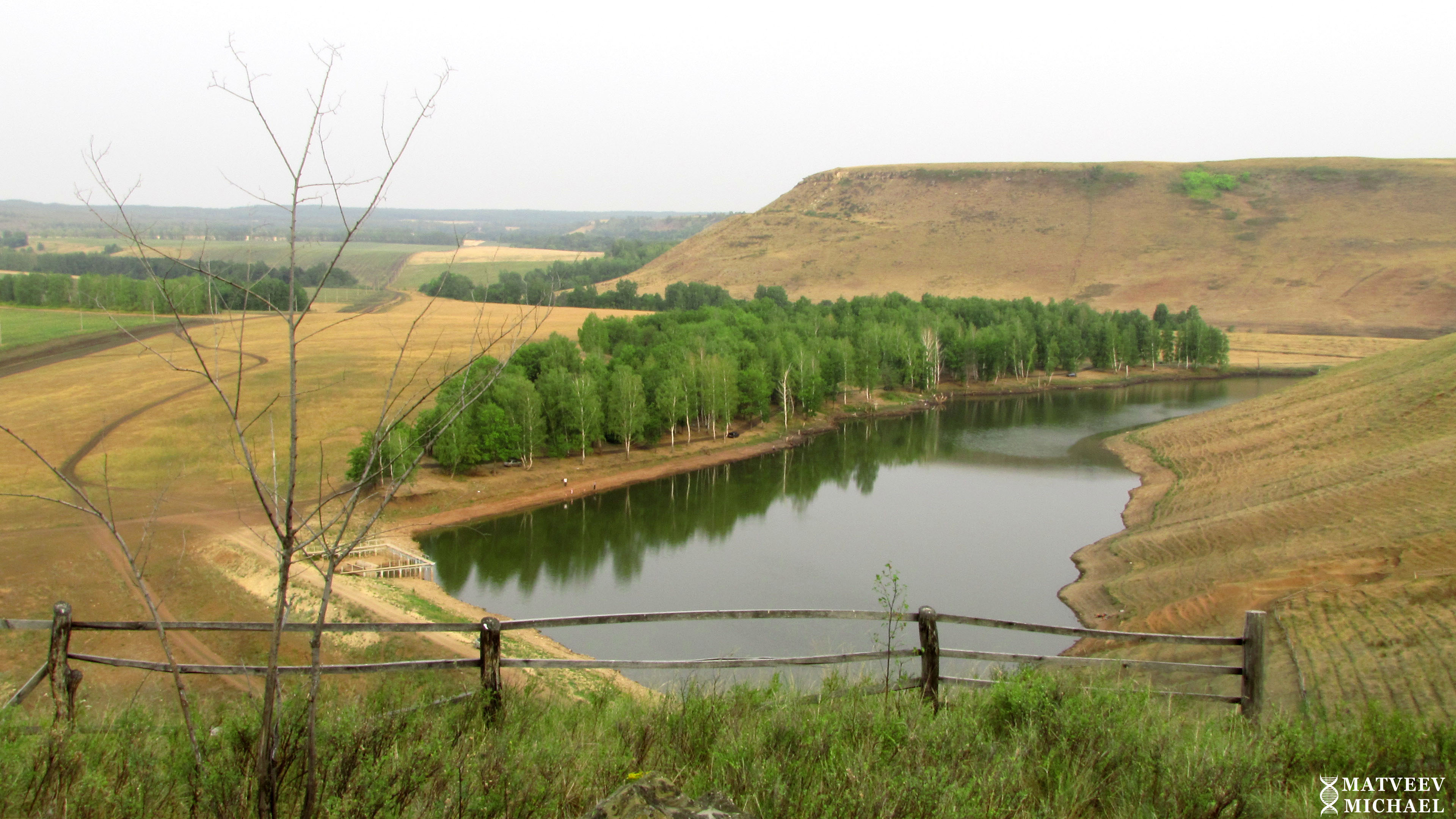
Пруд в Ташлах

- районного центра (Раевский): 21 км,
- ближайшей железнодорожной станции (Раевка): 21 км.

## История
Известно с 1745 года. Название от речки Ташлы (Ташла, Ташлынка) (с тюрк. — «каменистая»).
Основано башкирами Яик-Суби-Минской волости Ногайской дороги на собственных землях. В начале 19 в. отмечены также башкиры-припущенники.
Занимались скотоводством, земледелием, пчеловодством.
В 1920 учтено как дд. Ташлы 1-е (828 чел.) и Ташлы 2-е (282 чел.).
Ташлинцы в конце 1920-х гг. основали деревню Таштюбе.
Ранее село входило в состав Давлекановского р-на.

## Население
| 2002 | 2009 | 2010 |
| ---- | ---- | ---- |
| 541  | ↗566 | ↘454 |

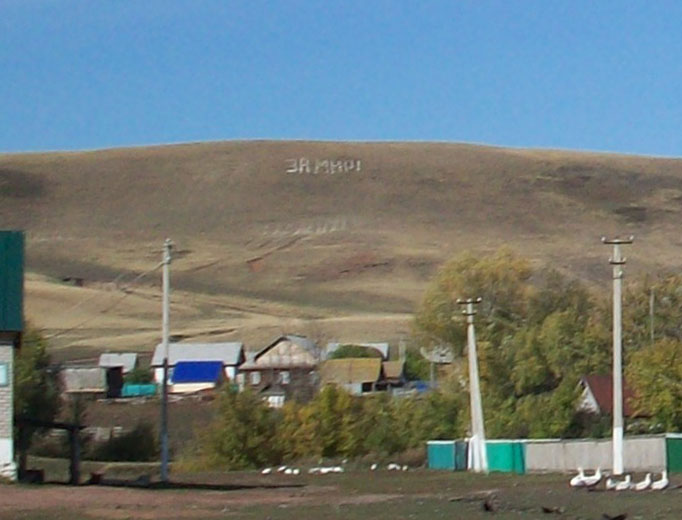
Выложенная надпись «За мир!» на горе в Ташлах

Историческая численность населения: в 1795 в 15 дворах проживал 91 человек; в 1865 в 72 дворах — 459 чел.; в 1906—925; 1920—1110; 1939—800; 1959—812; 1989—612; 2002—541; 2010—454.
Национальный состав
Согласно переписи 2002 года, преобладающая национальность — башкиры (98 %).

## Инфраструктура
Средняя школа, детский сад, фельдшерско-акушерский пункт, дом культуры, клуб, библиотека, почта.

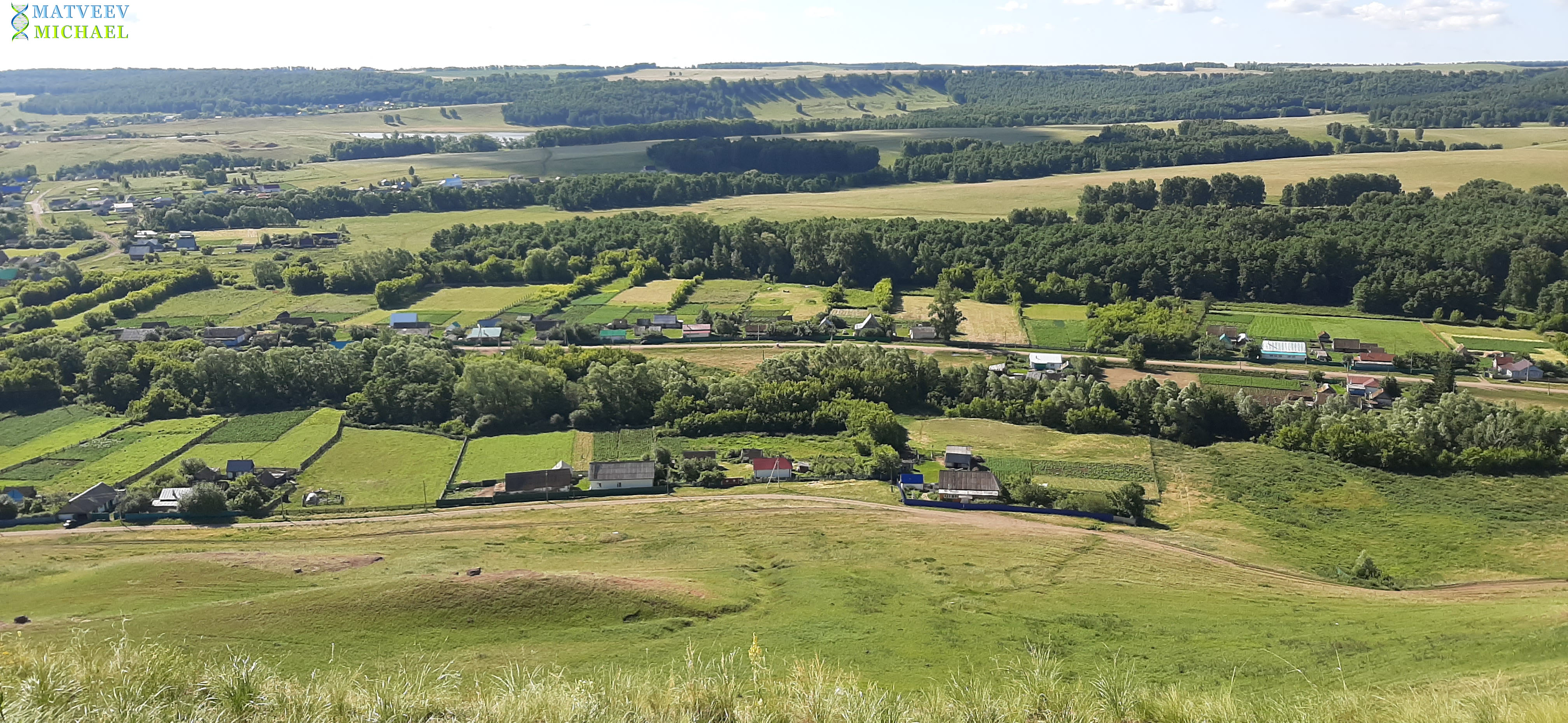
Село Ташлы. Вид с горы.

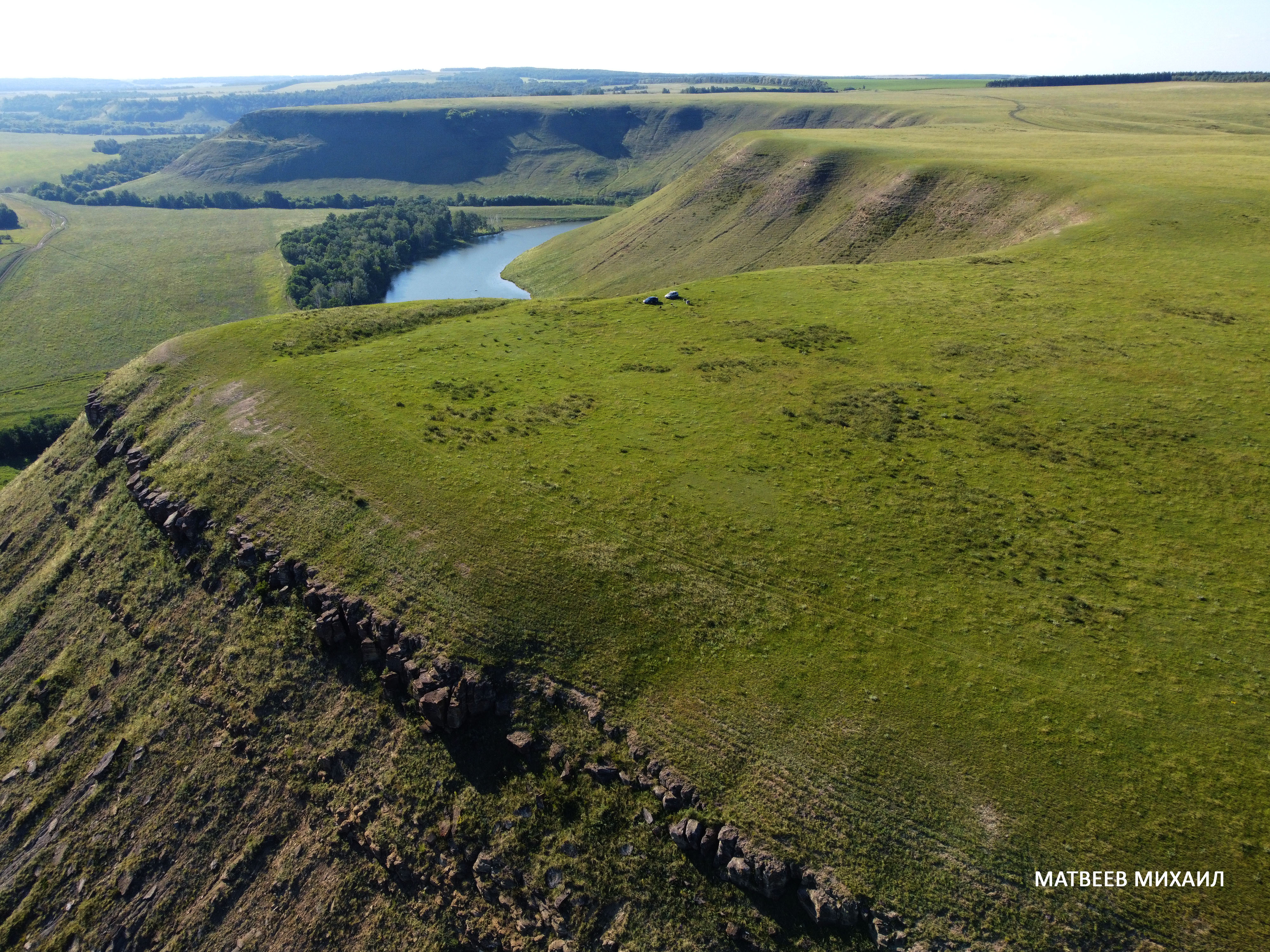
На горе возле Ташлов

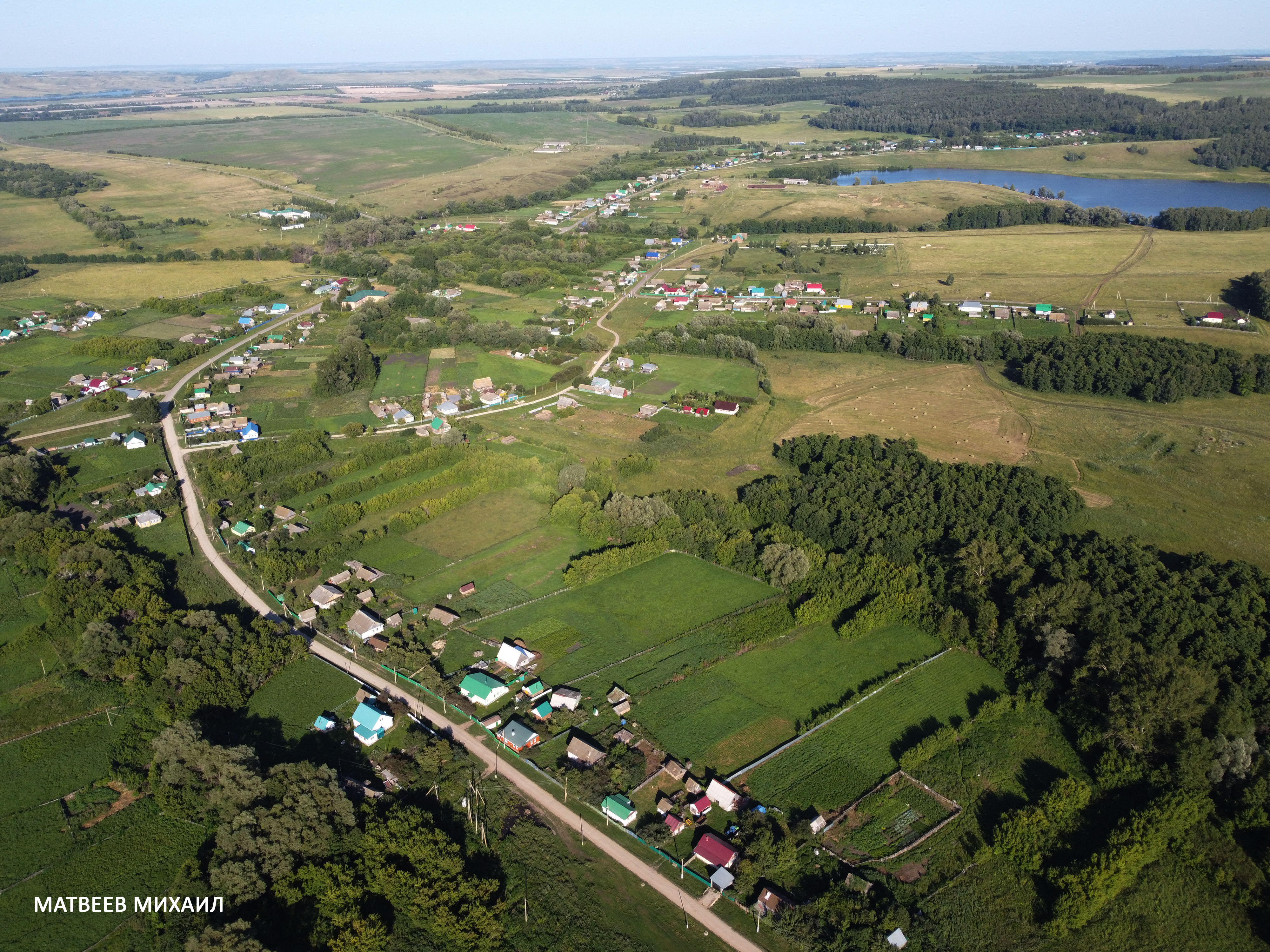
Ташлы

В 1906 зафиксированы 2 мечети, 6 водяных мельниц, 2 бакалейные лавки.

## Религия
В селе есть мечеть.

## Достопримечательности

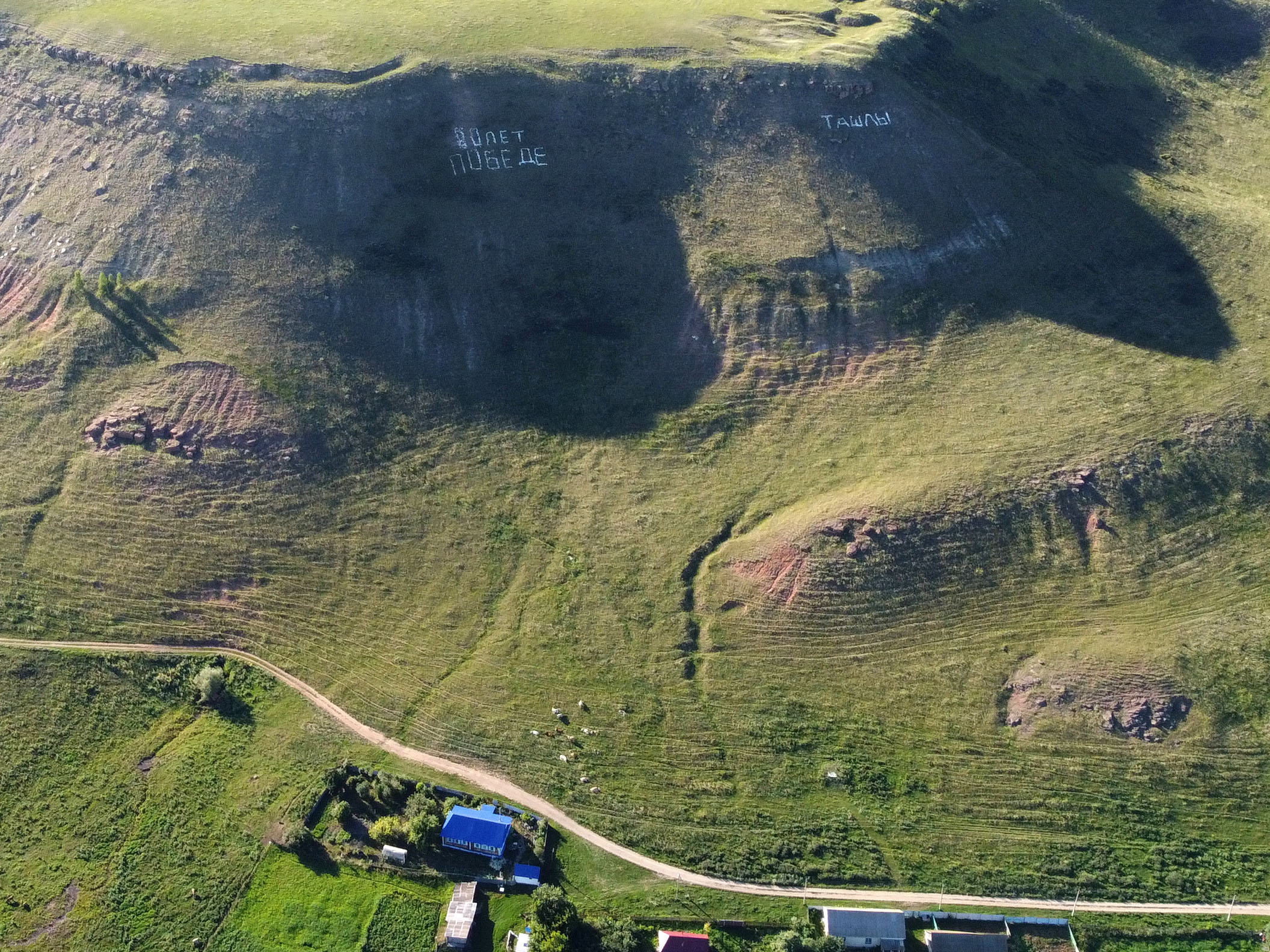
Надпись на горе: Победе 80 лет

На окраине села расположено несколько камней, на которых сохранились старинные башкирские тамги.

## Известные уроженцы, жители
- Гиззатуллин, Сафуан Галлямутдинович (1930—1999) — агроном, кандидат сельскохозяйственных наук.
- Низамов, Раис Гильмутдинович (1932—1978) — башкирский писатель.
- Шункаров, Нигмат Динахметович (1931—1994) — башкирский фольклорист.